# Entomologie medico-legală

Muştele califoride (Calliphoridae)

Entomologia medico-legală este o ramură a medicinii legale care se ocupă cu studiul insectelor în legătură cu acțiunile de omor, suicid, viol, forme diverse de violență fizică, trafic ilegal de droguri.
Multe insecte sunt atrase de cadavre, se nasc, se hrănesc și există în, pe și lângă cadavrele aflate în diferite etape de descompunere. Preferințele unor insecte de a se hrăni cu corpuri în descompunere a determinat apariția și dezvoltarea științei ce studiază insectele în legătură cu rămășițele umane, entomologia medico-legală, care contribuie la clarificarea obiectelor de probațiune, în cadrul investigării morții violente.
Insectele joacă un rol important în procesul de descompunere a cadavrelor. Muștele sarcofagide (Sarcophagidae) și califoride (Calliphoridae) care sosesc primele din grupul de insecte sunt folosite pentru calcularea intervalului post-mortem (IPM) în investigațiile deceselor. Calcularea IPM se realizează prin cunoașterea colonizărilor succesive ale cadavrului expus faunei locale de artropode. În prezent este folosită și tehnologia ADN atât pentru determinarea speciei insectelor, cât și pentru recuperarea și identificarea sângelui cu care s-au hrănit insectele. 